# Один вздох
«Один вздох» (англ. «One Breath») — восьмой эпизод второго сезона сериала «Секретные материалы». Премьера состоялась 11 ноября 1994 на телеканале FOX. Эпизод помогает раскрыть «мифологию сериала», заданную в первой серии.
После внезапного появления Скалли (Джиллиан Андерсон) в госпитале Вашингтона, все, включая Малдера (Дэвид Духовны) и её мать, оказались в замешательстве — Дану уже считали мёртвой. Деталей происшествия выяснить не удалось — больница не могла объяснить, как пациентка попала к ним, а она пребывает в коме и подключена к аппарату искусственного дыхания. С помощью «Одиноких стрелков» Малдер узнает, что её ДНК изменена, а иммунная система выключена.

## Сюжет
Мать Скалли Маргарет рассказывает Малдеру историю о том, как в детстве Скалли вместе с братом застрелила змею, а после сожалела об этом. Она признаёт, что уже готова смириться со смертью Скалли, и показывает Малдеру надгробный камень, приготовленный для Скалли. Однако Фокс отказывается верить в смерть напарницы.
Тем временем Скалли таинственным образом оказывается в одном из медицинских центров Вашингтона, в коме. Малдер вне себя и требует предоставить информацию о том, как она туда попала. Его выдворяют из госпиталя под охраной. Позже он успокаивается и встречается с доктором Дэли, который сообщает, что никто не может выяснить причины такого состояния этой молодой женщины. Он сообщает Малдеру и миссис Скалли о том, что  Дана составила завещание, по которому её должны отключить от аппаратов в случае ухудшения состояния до определённых критериев. Малдер у больничной койки Скалли знакомится с её старшей сестрой Мелиссой.
Между тем у Скалли видение — будто она сидит в лодке, привязанной верёвкой к причалу, где стоят Малдер и Мелисса, а за ними — медсестра Оуэнс.
Фрохики навещает Скалли и похищает её медицинскую карту, которую затем изучают «Одинокие стрелки». С помощью ещё одного члена группы по прозвищу «Мыслитель» «Одинокие стрелки» получают информацию о том, что кровь Даны содержит расщеплённые ДНК, которые могут быть использованы для идентификации, но сейчас не активны и являются просто токсичными продуктами распада в её организме. Также Байерс сообщает, что иммунная система Скалли полностью разрушена.
Загадочная медсестра Оуэнс навещает Скалли и пытается достучаться до её сознания, пребывающего в коме. Позже Малдер посещает Дану в то время, когда другая медсестра берет у неё кровь на анализ. Когда все отвлекаются, неизвестный мужчина похищает колбу с образцом крови Скалли и пытается сбежать. Малдер догоняет его на парковке, где сталкивается с Мистером Х, который требует, чтобы Фокс прекратил попытки выяснить, что же произошло со Скалли, и позволил ей умереть. Позже Мистер Х убивает похитившего кровь Скалли. Когда помощник директора ФБР Уолтер Скиннер (Митч Пиледжи) вызывает Малдера к себе в офис из-за инцидента, Малдер отрицает всякое своё участие в этом и утверждает, что «Курильщик» в ответе за то, что произошло с его напарницей. Малдер жаждет знать, где его найти, но Скиннер отказывается сообщить Фоксу об этом.
В другом видении Скалли лежит на столе, а её посещает дух умершего отца.
Малдер сидит с Мелиссой в кафетерии больницы, когда незнакомая женщина просит его помочь со сдачей из автомата по продаже сигарет. Когда она говорит, что пачка «Морли» уже там и уходит, Малдер открывает сигаретную упаковку и находит в ней адрес «Курильщика». Малдер врывается в дом «Курильщика», наводит на него оружие и требует объяснить, почему Скалли забрали вместо него. «Курильщик» утверждает, что оба агента ФБР нравятся ему, и поэтому Скалли вернули. После того, как «Курильщик» сказал, что убив его, Малдер  никогда не узнает правды, Фокс убирает оружие.
Малдер возвращается в штаб-квартиру ФБР и печатает заявление об увольнении, которое вручает Скиннеру. В кабинет, где Малдер собирает вещи, приходит Скиннер и старается отговорить его уходить, рассказав историю из своей жизни (находясь во Вьетнаме, он получил ранение и ненадолго покидал своё тело). Скиннер отказывается принять заявление Малдера об отставке, а Малдер понимает, что Уолтер — один из тех, кто передал Фоксу адрес «Курильщика». Направляясь к паркингу, Малдер встречает Мистера Х, который говорит, что ночью у того будет шанс отомстить: человек, по его мнению, имеющий информацию о Скалли, появится в квартире Малдера в назначенное время. Малдер ждёт в засаде, и в это время домой приходит Мелисса. Хотя первоначально он отказывается уходить, Мелиссе удаётся уговорить Малдера повидать Скалли. Возвратившись домой, Малдер обнаруживает квартиру разгромленной, садится на пол и плачет.
На следующий день Скалли приходит в себя. Малдера вызывают в клинику, и там он возвращает Скалли её нательный крестик. При этом Скалли говорит, что слышала голос Малдера, пока была в коме. Скалли  не помнит ничего после того, как была похищена Дуэйном Бэрри. Позже Скалли просит одну из медсестёр позвать сестру Оуэнс, чтобы поблагодарить её. Однако ей сообщают, что никакой медсестры по имени Оуэнс в больнице нет.

## В ролях
- Джиллиан Андерсон в роли агента Даны Скалли
- Дэвид Духовны в роли агента Фокса Малдера
- Уильям Б.Дэвис в роли «Курильщика»
- Митч Пиледжи в роли Уолтера Скиннера
- Мелинда МакГроу в роли Мелиссы Скалли
- Шейла Ларкен в роли Маргарет Скалли
- Дон С. Дэвис в роли Уильяма Скалли
- Том Брейдвуд в роли Мэлвина Фрохики
- Дин Хэгланд в роли Ричарда Лэнгли
- Брюс Харвуд в роли Джона Фитцжеральда Байерса
- Стивен Уильямс в роли Мистера Х
- Джей Бразо в роли доктора Дэли
- Никола Кавендиш[англ.] в роли сестры Оуэнс
- Лорена Гейл в роли сестры Уилкинс
- Райан Майкл в роли мужчины в пальто
- Теган Мосс в роли молодой Даны Скалли[1]

## Съёмки
- Джиллиан Андерсон, буквально за несколько дней до съёмок родившая свою дочь Пайпер, большую часть экранного времени проводит в больничной койке[3].
- Название эпизода появилось из стихотворения, которое отец Скалли произносит во время разговора с Даной[4].
- Имя персонажа «Мыслитель», который позже появится во плоти в эпизоде «Анасази», появилось от ника интернет-фаната сериала «DuhThinker»[4].
- В эпизоде в роли Мелиссы Скалли снимается Мелинда Макгроу, которая до этого работала со сценаристами Гленом Морганом и Джеймсом Вонгом, так что роль они писали специально для неё[4] Авторы задумывали сюжетную линию романтического интереса между Малдером и Мелиссой, но эта концепция не получила хода.[4].
- Сценарист Глен Морган сказал по поводу эпизода: «Духовны сподвиг нас сделать для него серию Где-то за морем. Сериал становился таким мрачным и унылым, что мы с Джимом решили, что пришло время для паранормально-светлого случая, который дарил бы какую-то надежду. Я думал, что это будет отличная возможность для Духовны, но ситуация развернулась благодаря беременности Джиллиан. В эпизоде есть фраза, которую говорит сестра Скалли — „Вера просто существует, а позитив или хороший настрой не делают её при этом глупой или банальной“. Это отражало центральную тему всего сериала»[5].